# Buick
Buick (prononcé en anglais : /ˈbju.ɪk/) est une marque automobile américaine détenue par le groupe General Motors qui est commercialisée principalement aux États-Unis et en Chine, mais aussi au Canada et au Mexique.
Au sein du groupe General Motors la gamme Buick est positionnée au-dessus de la marque grand volume Chevrolet mais en dessous de la division luxe Cadillac.
Buick est actuellement la plus ancienne marque automobile américaine encore commercialisée puisque la Buick Auto-Vim and Power Company fut fondée en 1899.
En 2015, Buick a battu son record avec 1 231 941 véhicules vendus. Son plus grand marché est la Chine où près de 80 % de ses volumes sont écoulés. Depuis sa restructuration en 2009, GM a multiplié les partages de technologies entre ses marques lors du développement de ses véhicules, rapprochant notamment la gamme Buick de la division européenne Opel. Cette coopération s'est arrêtée après le rachat d'Opel par le groupe PSA en 2017.

## Histoire

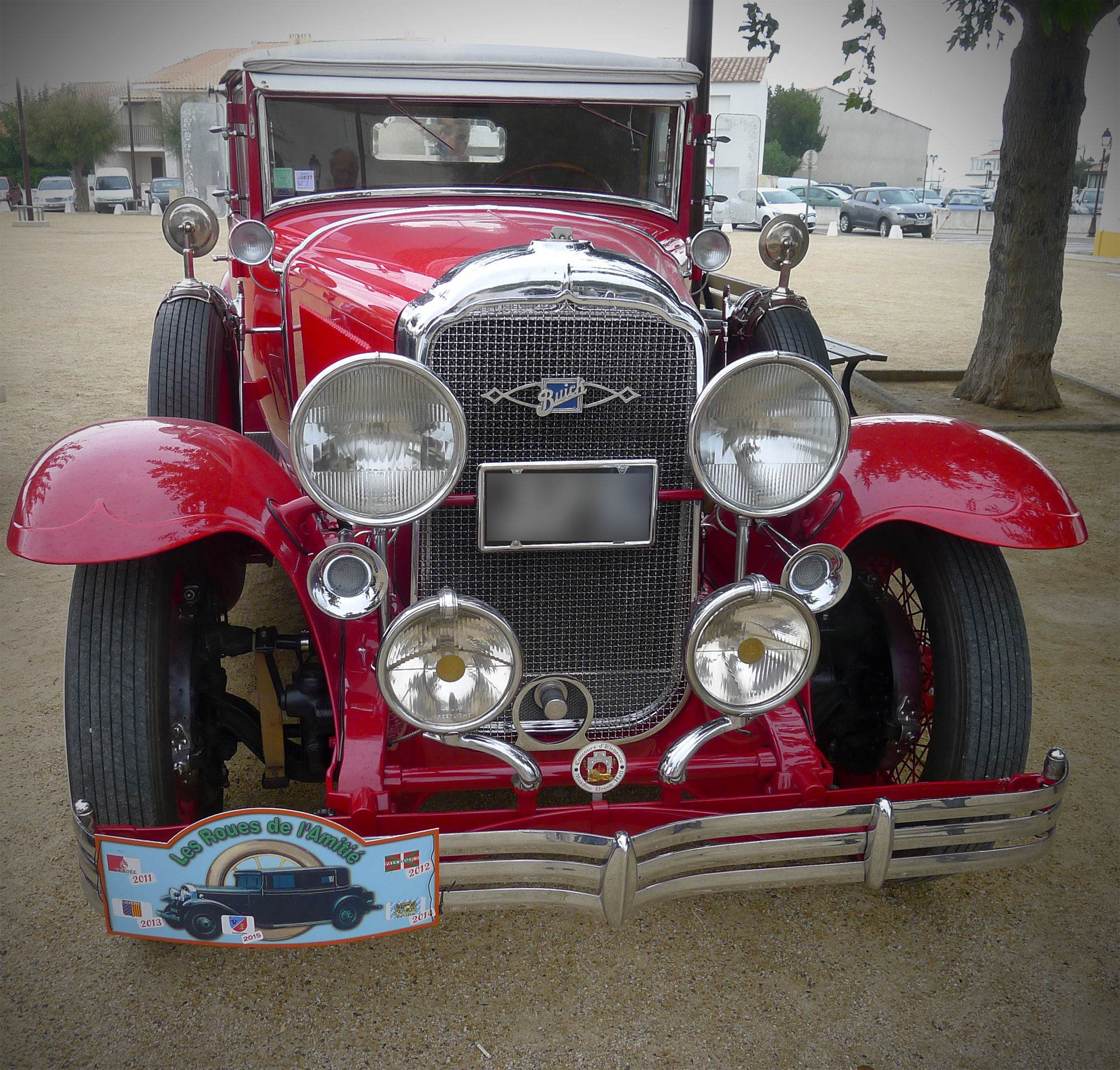
Modèle Buick des années 1930.

La marque Buick est à l'origine un constructeur indépendant, la Buick Motor Company, créée le  19 mai 1903 par David Dunbar Buick à Flint (Michigan). En 1904, la compagnie en difficulté est reprise par James Whiting qui place William C. Durant à la tête de sa nouvelle acquisition. Sous l'impulsion de Durant, Buick devient rapidement le plus grand constructeur automobile américain. Profitant de cette notoriété, Durant acquiert une douzaine d'autres firmes œuvrants dans l'automobile, appelant sa nouvelle société General Motors. Après avoir dû la quitter, il en reprend le contrôle grâce au succès de Chevrolet, qu'il fusionne avec Buick et les autres marques GM.
Buick a employé plusieurs personnages importants de l'histoire automobile: Louis Chevrolet, Charles Nash et Walter Chrysler ont tous été employés par Buick avant de voir leur nom sur d'autres marques d'automobiles.
Au départ, les différents constructeurs composant General Motors étaient en concurrence les uns avec les autres, mais Durant mit fin à cela. Il voulait que chaque division de General Motors cible un type de clientèle, et dans ce nouveau schéma, Buick était proche du sommet de la gamme, seule Cadillac était plus prestigieuse. Aujourd'hui encore, Buick garde cette position. Le client Buick idéal vit confortablement, mais n'est pas assez aisé pour s'offrir une Cadillac ou n'en recherche pas l'ostentation tout en voulant quand même un véhicule dépassant la norme. A cet effet, dans les années 1960, les modèles des véhicules s'orientent vers les styles populuxe, ou googie.

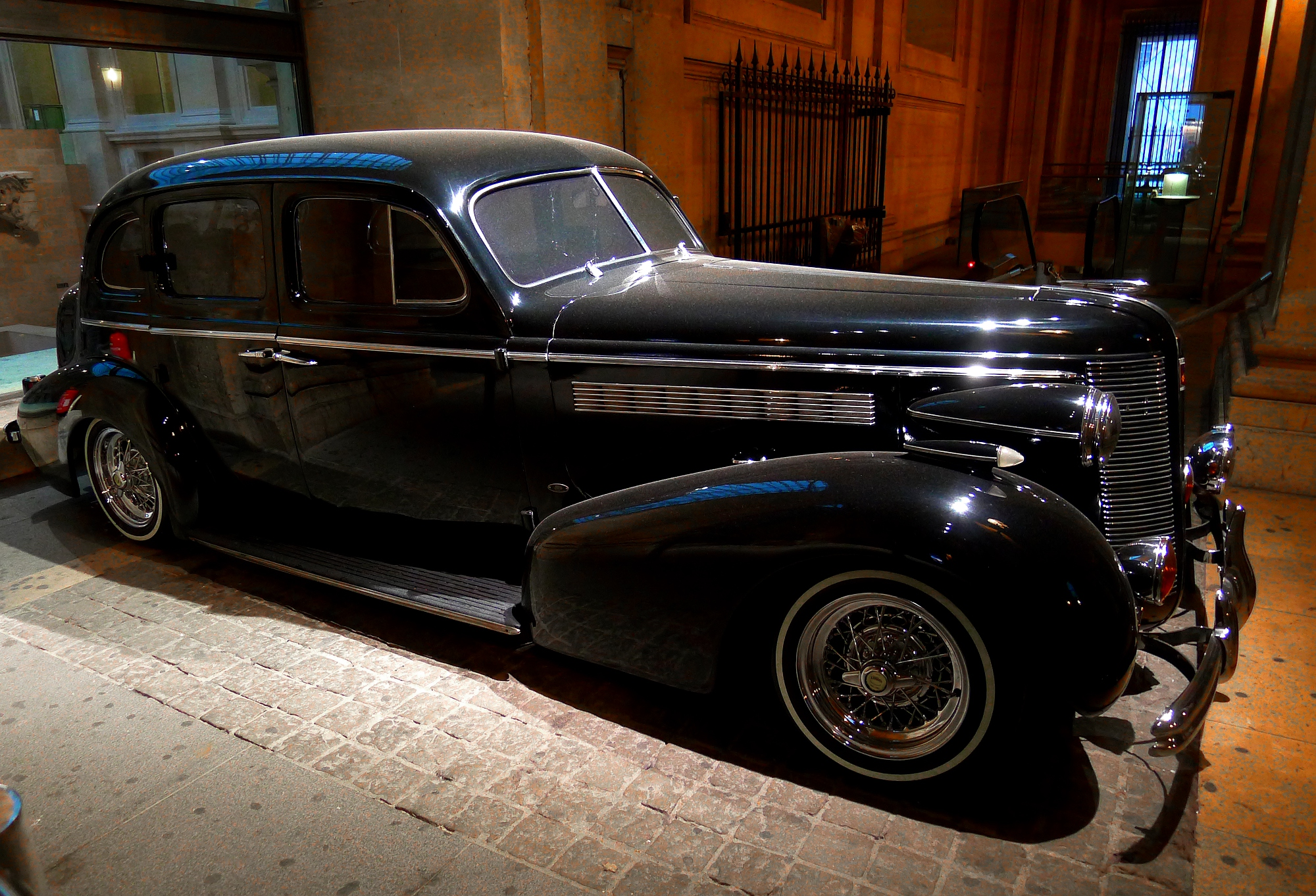
Une Buick mythique : la Black-Crow de Fernando Reulas (Buick 1937 Special series 40 4-Door Sedan).

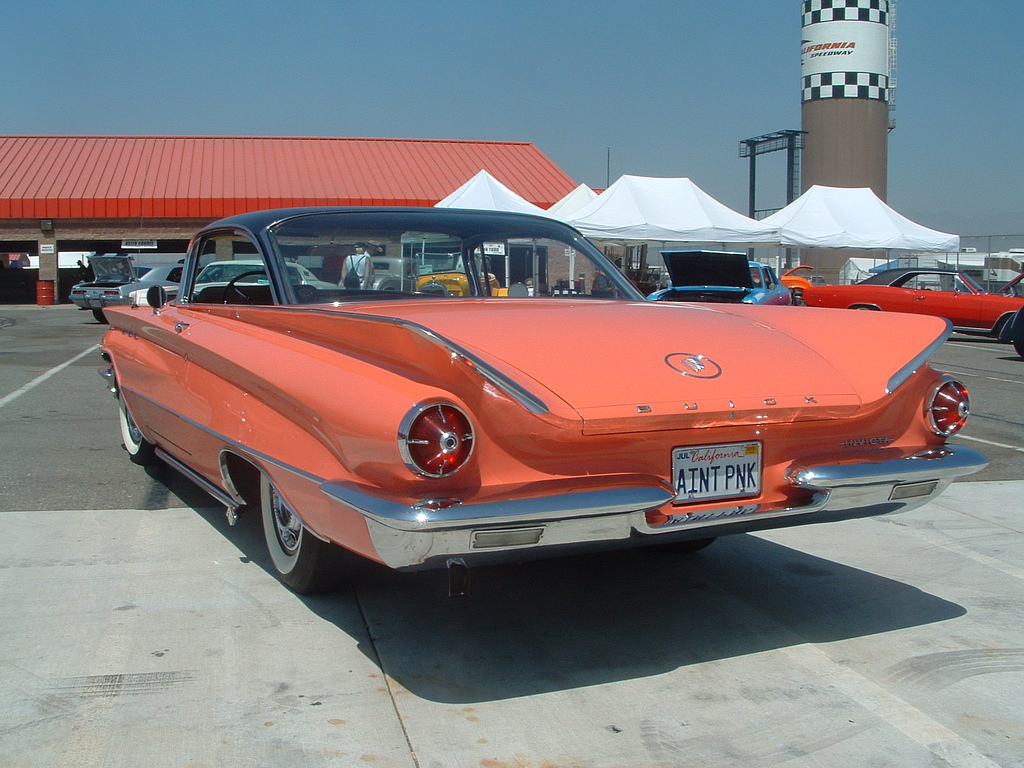

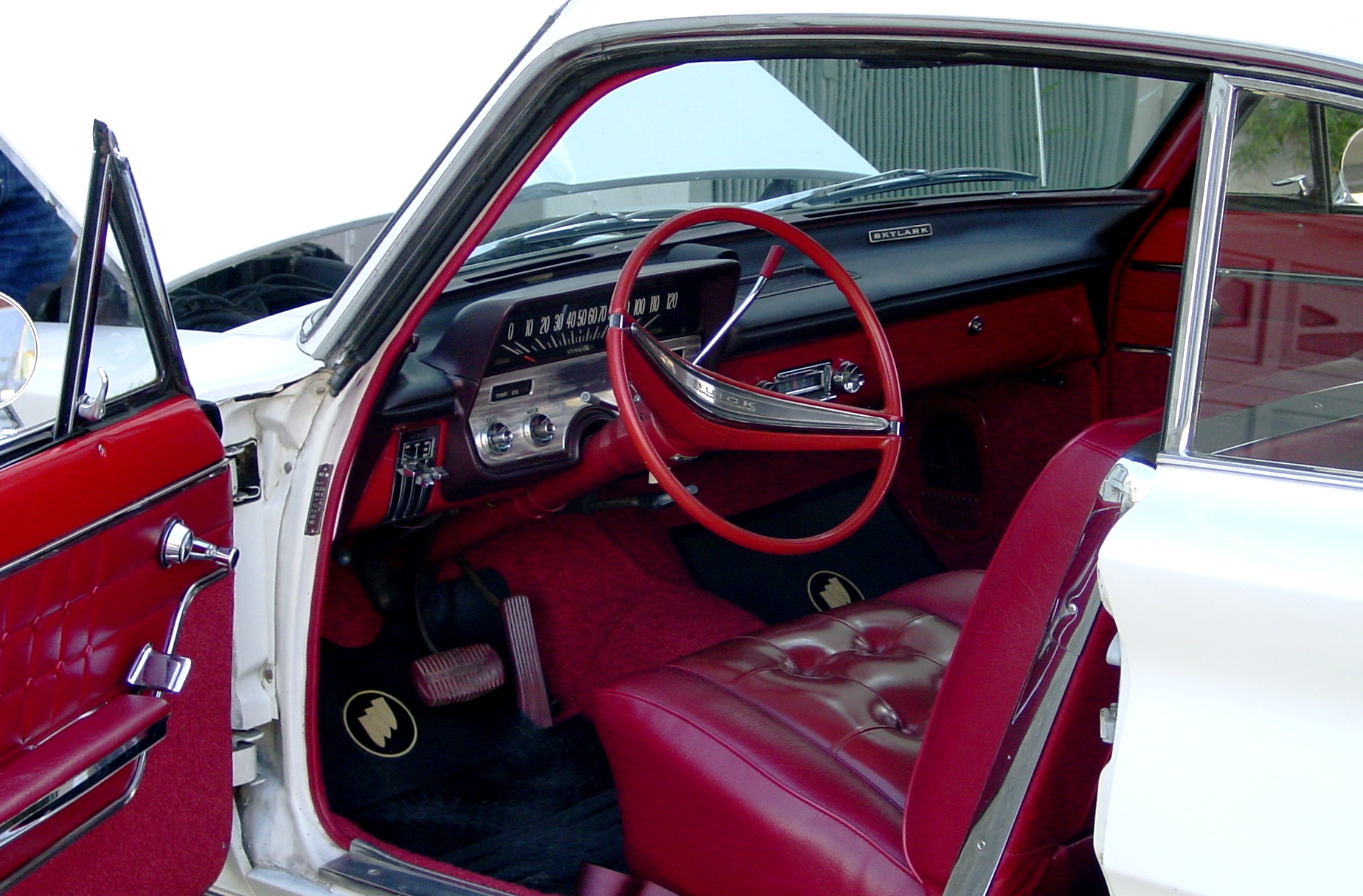
Buick Skylark 1963.

Buick fut le premier manufacturier d'automobiles à fabriquer des moteurs avec soupapes en tête au début du siècle, une architecture qui a été ensuite adoptée par les autres constructeurs et qui est utilisé dans la grande majorité des automobiles d'aujourd'hui. Buick fut également le premier à utiliser un convertisseur de couple (système Dynaflow) dans ses transmissions automatiques en 1948. La firme a fabriqué en série la première voiture hardtop 2 portes sans montants, la Roadmaster Riviera 1949, ainsi que la première voiture 4 portes sans montants centraux fabriquée aux États-Unis en 1955.
Dans le cadre de la restructuration de General Motors après la crise de 2009, la marque Buick devait initialement disparaître mais elle fut conservée grâce à ses excellent chiffres de vente en Chine, loin devant Cadillac et Chevrolet.
En novembre 2022, Buick annonce la préparation d'une gamme de voitures 100 % électriques baptisée Electra.

## Le rapprochement avec Opel
Dans le cadre de sa stratégie de rationalisation et d'optimisation des coûts de développement initiée par la maison-mère, les modèles de la marque Buick à partir de 2010 s'alignent de plus en plus sur la gamme Opel, alors division européenne de General Motors. Les modèles commercialisés par Buick reposent désormais majoritairement sur des plateformes et des technologies développées par Opel en Allemagne mais gardent néanmoins des caractéristiques propres. 
La collaboration entre les deux marques et notamment la fabrication de certains modèles par Opel à Rüsselsheim tels que la Regal (Opel Insignia) est maintenue en 2017, après le rachat de Opel par le groupe PSA via un accord signé avec GM.
Liste des modèles communs :
- Opel Mokka : Buick Encore
- Buick Regal : Opel Insignia
- Buick Cascada : Opel Cascada
- Buick Lacrosse : développée par les ingénieurs Opel sur base d'Insignia

## Signes distinctifs

Ancien logo.

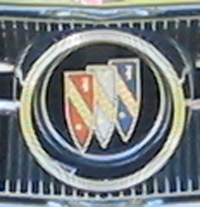
Emblème Buick.

L'emblème de Buick est composée de trois boucliers alignés sur une diagonale, le tout inscrit dans un cercle. Ce design a été adopté en 1960. Il représente les trois modèles qui constituaient la gamme cette année-là (Electra, LeSabre et Invicta). Les boucliers sont adaptés du blason de la famille Buick qui était utilisé dans une forme un peu différente sur les Buick depuis les années 1930. Le blason original est apparu de nouveau sur le modèle Electra dans les années soixante.
Un détail traditionnel du design Buick depuis 1949 est une série de trois ou quatre ouvertures sur l'aile au-dessus des roues avant. Appelées à l'origine Ventiports, puis hublots, elles sont apparues sporadiquement sur de nombreux modèles depuis. En 2003, on en retrouve sur la Buick Park Avenue, puis sur la LaCrosse, l'Enclave et sur la Lucerne.

## Distribution géographique
Au contraire d'autres marques General Motors, les Buick sont vendues aux États-Unis, au Canada et en Chine. Des Buick y sont produites par Shanghai GM depuis 1999 et elles y rencontrent un franc succès, à tel point que la Chine ou ces véhicules sont renommées depuis les années 1910 - En 1930, une voiture sur six à Shanghai était une Buick -et depuis est devenu le premier marché de Buick en termes de ventes, devant les États-Unis.

En 2023, sur les 708 000 Buick vendues dans le monde, 517 000 l'ont été en Chine. Ce qui rend cette marque très dépendante du marché chinois. Les parts de marché des marques occidentales en chine s'érodent fortement entre 2019 et 2024, du fait d'un changement des modes de consommation. 
Buick a longtemps été la deuxième marque la plus vendue sur le marché chinois mais sa part de marché y est passé de 7,8% en 2005 à 3,1% en 2022. En 2016, Buick écoulait plus de 1,2 million de véhicules, chiffre en baisse constante depuis. Au troisième trimestre 2024, Buick ne vend plus que 67 000 véhicules (soit environ 2 fois moins que l'année précédente). Cette chute importante remet en question la présence de GM sur le marché chinois et in fine la pertinence de l'existence de Buick. 

## Modèles

### Gamme actuelle
| En Amérique du Nord : - Envista : depuis 2023. - Encore GX : depuis 2020. - Envision : deuxième génération en 2020. - Enclave : grand SUV, troisième génération en 2024. | En Chine : - Velite 6 : break électrique ou hybride rechargeable. - Verano Pro : berline 4p, deuxième génération en Chine depuis 2021. - Regal : depuis 2002 sur le marché chinois. Troisième génération en 2017, il s'agit d'une version à coffre de l'Opel Insignia. - LaCrosse : grande berline. Quatrième génération depuis 2023. - Envista : depuis 2022. - Encore Plus : depuis 2019. Restylage (Plus) depuis 2023. - Electra E4 : depuis 2023, crossover électrique. - Electra E5 : depuis 2023, SUV électrique. - Envision S : depuis 2020. Restylage en 2024. - Envision Plus : depuis 2021. Restylage en 2024. - Enclave : depuis 2019. Modèle différent de son cousin américain. - GL8 : grand monospace. Désigne trois modèles distincts (GL8 Land Business Edition, GL8 ES/Avenir/PHEV, GL8 Century). |

### Anciens modèles
- Buick Apollo (1973-1975)
- Buick Caballero (1957-1958)
- Buick Cascada (2015-2019)
- Buick Centurion (1971-1973)
- Buick Century (1936-2005)
- Buick Custom
- Buick Dynaflow
- Buick Eight (1951-1953)
- Buick Electra (1959-1960)
- Buick Electra 225 (1959-1976)
- Buick Encore (2013-2023)
- Buick Envision (2014-2023)
- Buick Estate-Wagon
- Buick Excelle (2003-2016; 2018-2023)
- Buick Excelle GX (2017-2021)
- Excelle GT (2015-2023)
- Buick GL6 (2017-2023)
- Buick Grand National (1982-1987)
- Buick Gran Sport
- Buick GSX
- Buick Invicta (1959-1963)
- Buick LaCrosse (2004-2020 sur le marché nord-américain)
- Buick LeSabre (1959-2005)
- Buick Limited
- Buick Park Avenue (1975-2012)
- Buick Rainier (2003-2007)
- Buick Reatta (1988-1991)
- Buick Regal (1973-2004 puis 2011-2020 sur le marché nord-américain)
- Buick Rendezvous (2001-2007)
- Buick Riviera (1963-1999)
- Buick Roadmaster (1936-1996)
- Buick Royaum (1990-2017)
- Buick Sail (2001-2004)
- Buick Skyhawk (1975-1989)
- Buick Skylark (1953-1998)
- Buick Somerset (1985-1988)
- Buick Special (1936-1969)
- Buick Sportwagon (1964-1972)
- Buick Super (1940-1958)
- Buick Terraza (2004-2007)
- Buick Velite 5 (2017-2019)
- Buick Velite 7 (2020-2022)
- Buick Verano (2011-2017 sur le marché nord-américain)
- Buick Wildcat (1962-1970)

### Concept cars
- Buick Wildcat I concept (1953)[11]
- Buick Wildcat II concept (1954)
- Buick Wildcat II concept (1955)
- Buick Wildcat IV concept, présenté au SEMA Show de Las Vegas 1985[12]
- Buick Riviera Wildcat concept (1997).
- Buick Wildcat EV Concept (2022)[13]
- Buick Electra-X Concept[14]
- Buick Electra-L Concept, présenté au salon de Pékin 2024[15]
- Buick Electra-LT Concept, présenté au salon de Pékin 2024[15]

## Sport automobile

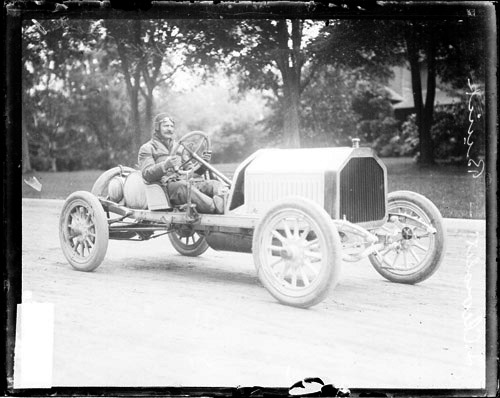
Louis Chevrolet dans une Buick de course à Crown Point, pendant la course de la Cobe Cup en 1909 (victoire en championnat AAA).

### Pilotes de renom
- Bob Burman (victoires en championnat AAA en 1909 à Indianapolis course 1 et Lowell course 1, puis en 1911 à Indianapolis course 4).
- Louis Chevrolet (victoires en championnat AAA en 1909 à Crown Point course 2, Lowell course 2 et Riverhead course 4).
- Lewis Strang (victoire en championnat AAA en 1909 au 100-mile G&J Tire Trophy d'Indianapolis (à 104 km/h de moyenne, record mondial des 100 miles battu).

## Cinéma
- L'Homme à la Buick (1968, avec Fernandel).
- Rain Man (1988). Charlie Babbitt (Tom Cruise) conduit une Buick Roadmaster Convertible de 1949 que lui a légué son père.
- Quasimodo d'El Paris (1999). Richard Berry, qui interprétait le rôle de l'archidiacre Serge Frollo, conduisait une Buick Special Skylark de 1963 avec un tunning « Jésus Christ ».

## Littérature
- Buick 8, Stephen King, 2002 aux États-Unis, 2004 en France (à propos d'une Buick Roadmaster).
- Une Roadmaster de 1937 dans le roman Le Ciel de Québec de Jacques Ferron (Montréal, Le Jour, 1969 ; rééditions : Lanctôt éditeur, 1999, et BQ, 2009).